# Li Fabin
Li Fabin (xinès: 李发彬)  (Quanzhou, Xina, 15 de gener de 1993) és un aixecador de peses xinès. Ha participat en una Olimpíada, guanyant la medalla d'or en la categoria de 61Kg en els Jocs Olímpics de Tòquio 2020 i també aconseguint el rècord olímpic amb 313Kg aixecats. A París 2024 va revalidar el títol olímpic. Actualment ostenta el rècord del món de la seva categoria amb 318Kg totals, aixecats el 19 de setembre de 2019, en el Campionat del Món celebrat a Pattaya (Tailàndia). A més, va aconseguir el rècord del món en arrencada, el 2 d'abril de 2024 en la Copa del Món celebrada a Phuket , amb un pes de 146Kg. A més, ha guanyat 4 medalles en els Campionats del Món (3 d'or) i 5 medalles en els Campionats d'Àsia (3 d'or).
És conegut popularment, com el flamenc, ja que en algunes ocasions (com en la final olímpica), es queda amb una cama tocant a terra i l'altra aixecada, mentre les peses es troben per damunt del seu cap.

## Trajectòria professional
| Jocs Olímpics     | Jocs Olímpics | Jocs Olímpics | Jocs Olímpics |
| Any               | Seu           | Posició       | Categoria     |
| ----------------- | ------------- | ------------- | ------------- |
| 2020              | Tòquio        | 1             | -61 Kg        |
| 2024              | París         | 1             | -61 Kg        |
| Campionat del Món |               |               |               |
| 2018              | Ashgabat      | 2             | -61 Kg        |
| 2019              | Pattaya       | 1             | -61 Kg        |
| 2022              | Bogotà        | 1             | -61 Kg        |
| 2023              | Riad          | 1             | -61 Kg        |
| Campionat d'Àsia  |               |               |               |
| 2016              | Taixkent      | 3             | -56 Kg        |
| 2017              | Aixkhabat     | 2             | -56 Kg        |
| 2019              | Ningbo        | 1             | -61 Kg        |
| 2020              | Taixkent      | 1             | -61 Kg        |
| 2023              | Jinju         | 1             | -61 Kg        |